# Concattedrale di Cristo Re
La concattedrale di Cristo Re (in croato Konkatedrala Krista Kralja; in serbo ко-Катедрала Христа Краља o ko-Katedrala Hrista Kralja?) è una chiesa cattolica della città di Belgrado, in Serbia, ed è stata, dal 1924 al 1988, la cattedrale dell'arcidiocesi di Belgrado.

## Storia
La chiesa di Cristo Re è il più antico luogo di culto di fede cattolica della città di Belgrado, anche se la sua edificazione risale solo al 1926. Dalla metà del XIX secolo erano in corso trattative tra la Santa Sede e il Principato di Serbia prima e regno poi, per la definizione giuridica della Chiesa cattolica nel paese: questi incontri si conclusero nel 1914 con la sottoscrizione di un concordato e l'istituzione delle diocesi cattoliche in Serbia.
Lo scoppio della prima Guerra mondiale impedì la realizzazione della chiesa: i fedeli cattolici continuarono ad avere come punto di riferimento la piccola cappella dedicata a San Ladislao, che si trovava in un edificio di proprietà della missione cattolica austro-ungarica. Finita la guerra, papa Pio XI attese altri 6 anni per nominare, nel 1924 Ermenegildo Pellegrinetti nunzio apostolico in Serbia e consacrare Ivan Rafael Rodić arcivescovo di Belgrado: la piccola cappella fu innalzata a parrocchia e a cattedrale provvisoria. Con l'aiuto economico della Santa Sede e delle autorità locali e il beneplacito austriaco, l'arcidiocesi comperò il terreno e gli edifici della vecchia missione e ingrandì la cappella dandole le dimensioni attuali. I lavori terminarono nel 1926, e, il giorno della festa liturgica di Cristo Re, la chiesa ricevette una nuova intitolazione. L'anno successivo, vennero installati l'organo a canne e le nuove campane.
Fra il 1966 e il 1971, periodo in cui fu parroco Ciril Zajeć, vennero ampliati i locali parrocchiali e il presbiterio venne riadattato alle nuove norme liturgiche successive al Concilio Vaticano II. Dal 1988, anno in cui è stata consacrata la nuova cattedrale dedicata all'Assunzione di Maria, la chiesa di Cristo Re ha assunto il titolo di concattedrale: vi vengono quotidianamente celebrate messe, soprattutto per il personale diplomatico delle vicine ambasciate, incontri di catechesi e interreligiosi, e vi vengono svolte attività caritative e sociali.

## Descrizione

### Ubicazione
L'edificio si trova nel quartiere di Krunski Venac, appartenente amministrativamente al comune di Vračar, ed è ubicata al civico 23 della via Krunska. L'area è stata edificata agli inizi del XX secolo, non distante dai palazzi della vita politica, ossia dal Parlamento, dal Municipio e dal Palazzo reale.

### Esterno
Il complesso prospetta sulla Krunska, una delle strade più importanti nella Belgrado antica: la chiesa è preceduta da un piccolo sagrato delimitato da una cancellata in ferro battuto con motivi goticheggianti; su di esso si affacciano sia la concattedrale con il campanile, sia la canonica. La facciata della chiesa di Cristo Re è suddivisa in due fasce orizzontali da un cornicione in stucco: in quella inferiore si trova il portale, sorretto da due colonnette corinzie e sormontato da una lunetta musiva raffigurante Cristo Benedicente; in quella superiore, vi sono il finestrone con arco a tutto sesto e il cornicione sorretto da due mensole e decorato con un motivo ad archetti pensili.
Alla sinistra della facciata della chiesa, vi è il campanile con cella campanaria che si apre con tre bifore sull'esterno. Alla destra della chiesa, invece, si trova la canonica, su due piani, con quattro finestre rettangolari in facciata.

### Interno

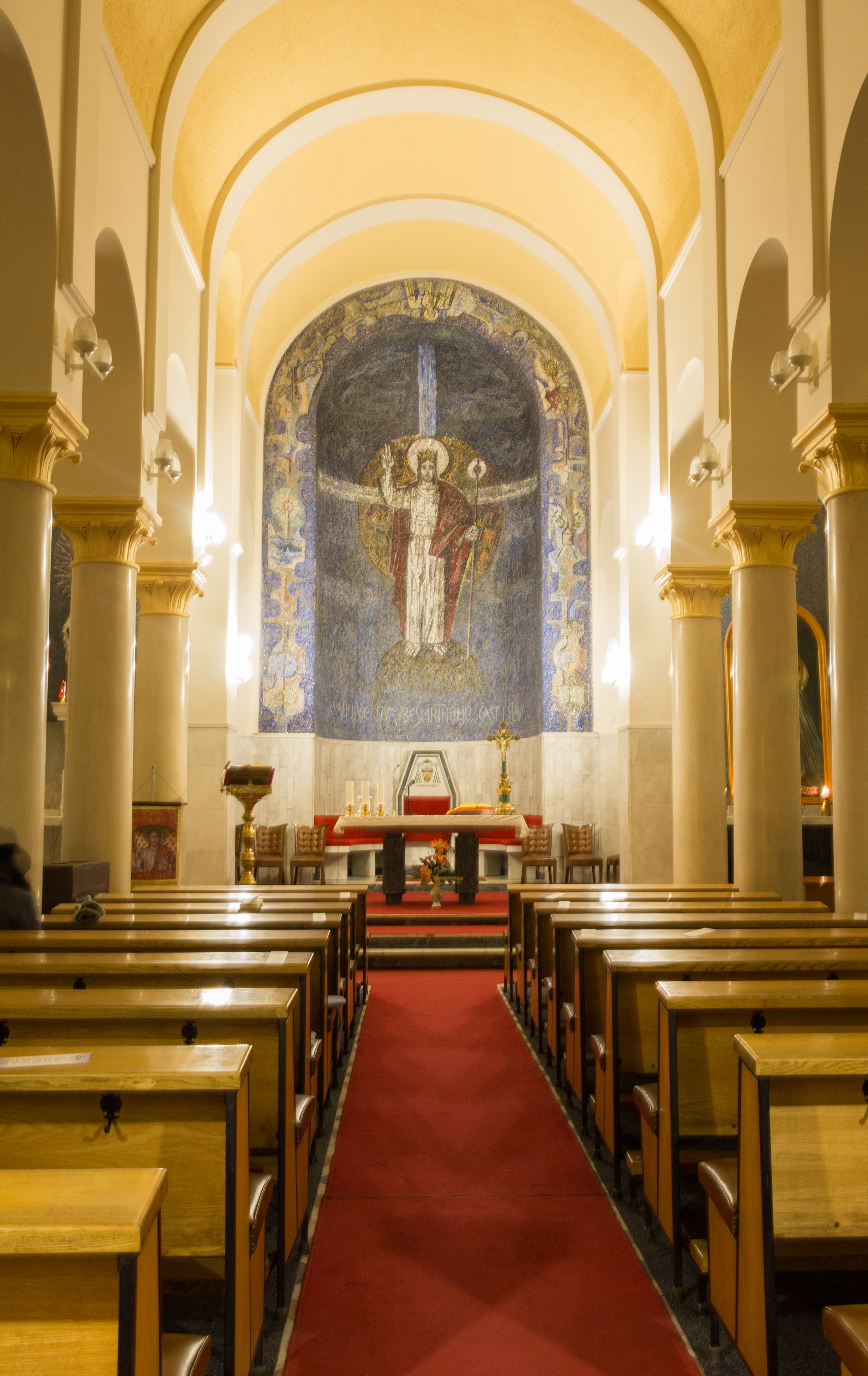
Interno

L'interno della concattedrale di Cristo Re è a tre navate separate da sei colonne rivestite in marmo chiaro. Tutte e tre, sono coperte con volta a botte dipinta in tonalità di celeste, mentre le pareti sono ricoperte da intonaco bianco con una fascia di marmo di Carrara che, dal livello del pavimento, si innalza per 1,8 metri. Il pavimento è costituito da intarsi in marmo nero e marmo bianco. Lungo le navate laterali, sulle pareti, sono appese le stazioni della Via Crucis: realizzata in legno scolpito, è opera di uno scultore di Belgrado. Le vetrate policrome che chiudono le monofore riportano scene della vita di Gesù e di Maria.
L'area del presbiterio e quella del transetto sono rialzate di tre gradini rispetto al resto della navata. Il transetto, largo quanto una campata delle navate laterali, termina con due piccole absidi poco sporgenti ed è aperto con un arco per lato verso le navatelle; in ognuno dei due bracci, si trova un altare, rivolto verso la corrispondente navata laterale. In stile moderno, hanno entrambi hanno un paliotto semplice in marmo scuro con croce in ottone e la mensa a sbalzo sorretta da due colonnette in marmo bianco. Accolgono due statue: l'altare di destra la statua di San Giuseppe col Bambino, quello di sinistra, che viene utilizzato per custodire il Santissimo Sacramento, la statua della Madonna di Lourdes.
Il presbiterio non ha mantenuto nulla della sua struttura originaria: l'attuale assetto, infatti, è dovuto completamente ai restauri post-conciliari degli anni sessanta del XX secolo, condotti dall'architetto Augusto Ranocchi. Al centro, l'altar maggiore, costituito da una mensa marmorea sorretta da due pilatri. Ai suoi lati, l'ambone e la croce in ottone.
All'interno della conca semicircolare dell'abside, completamente ricoperta dal mosaico moderno raffigurante Cristo Re dell'Universo, vi è la cattedra episcopale con lo stemma intarsiato in marmi policromi dell'arcivescovo Gabriel Bukatko.

### Organo a canne
La prima campata di tutte e tre le navate è divisa orizzontalmente dalla cantoria, con balaustra sorretta da colonnine. Sopra di essa trovano luogo i seggi del coro e l'organo a canne. Lo strumento, a trasmissione pneumatica, fu costruito dall'organaro sloveno Frank Jenko nel 1927 ed ha 14 registri; la consolle, fissa indipendente, si trova anch'essa in cantoria e dispone di due tastiere di 58 note ciascuna ed una pedaliera dritta di 30, con i registri azionati da placchette a bilico poste in unica fila al di sopra del secondo manuale.